# Osladič přehlížený
Osladič přehlížený (Polypodium interjectum) je kapradina z čeledi osladičovité (Polypodiaceae). Český název osladič pochází z chuti oddenků, které jsou nasládlé.

## Popis
Osladič přehlížený může dosahovat výšky 10 až 50 cm. Tato kapradina má rozvětvený, až 30 cm dlouhý plazivý oddenek.
- Listy jsou světle zelené, přezimující a až 50 cm dlouhé. Od oddenku se listy oddělují hladkou jizvou. Čepel listu je typicky delší než řapík. Obrys listu je vejčitý až vejčitě kopinatý, členěný ve 3–28 párů střídavých, zaspičatělých nebo jemně zubatých úkrojků. Postranní žilky jsou vidličnatě větvené. Koncem května listy začínají žloutnout a poté opadají. Nové listy začínají růst na podzim, kdy přezimují a vytrvávají opět až do května. Po dozrání listů se vytvoří spóry, kterými se kapradina množí.
- Výtrusnicové kupky na rubu kapradiny jsou v řadě po stranách střední žilky a jsou oválné. Prstenec je tvořen 4–9 zlatohnědými buňkami. Buňky výtrusnice jsou širší než buňky prstence.

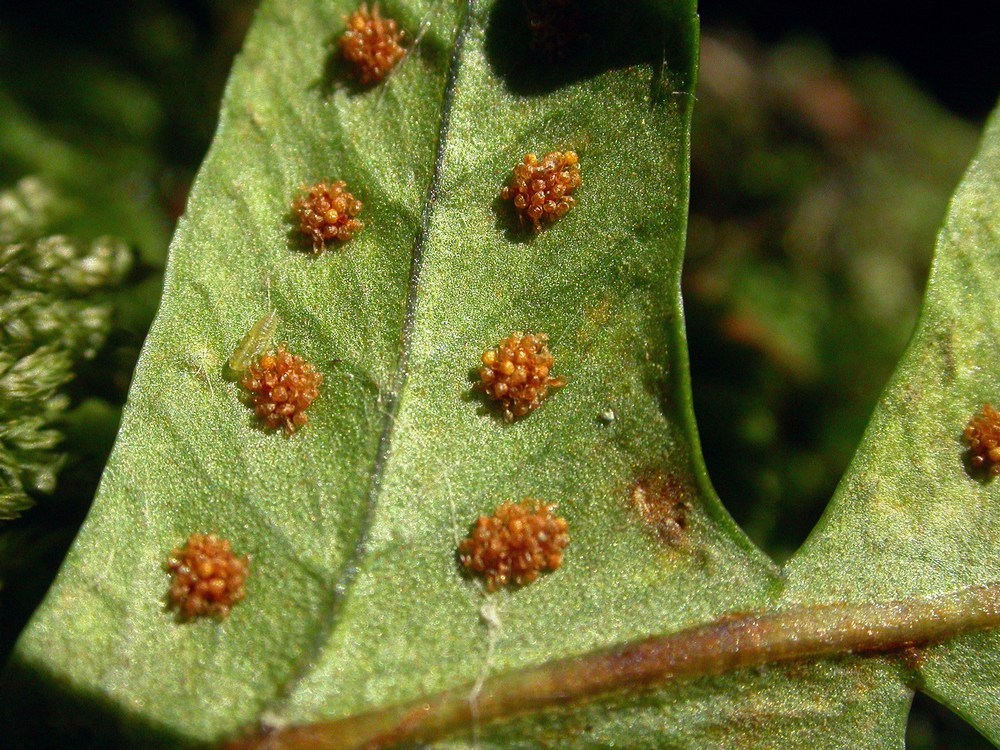
Detail výtrusných kupek na rubu listu osladiče přehlíženého

## Rozšíření
Osladič přehlížený se v Česku vyskytuje vzácně na světlých skalních stanovištích, vápencových horninách, buližnících, vyvřelinách a výjimečně na kvádrových pískovcích. Celkový areál rozšíření zahrnuje západní a střední Evropu a západní Středozemí, ojedinělé výskyty jsou i v Rusku, Turecku a Íránu.